# 梅爾亨湖 (內卡河畔羅滕堡)
48°30′52″N 8°56′21″E / 48.51444°N 8.93917°E

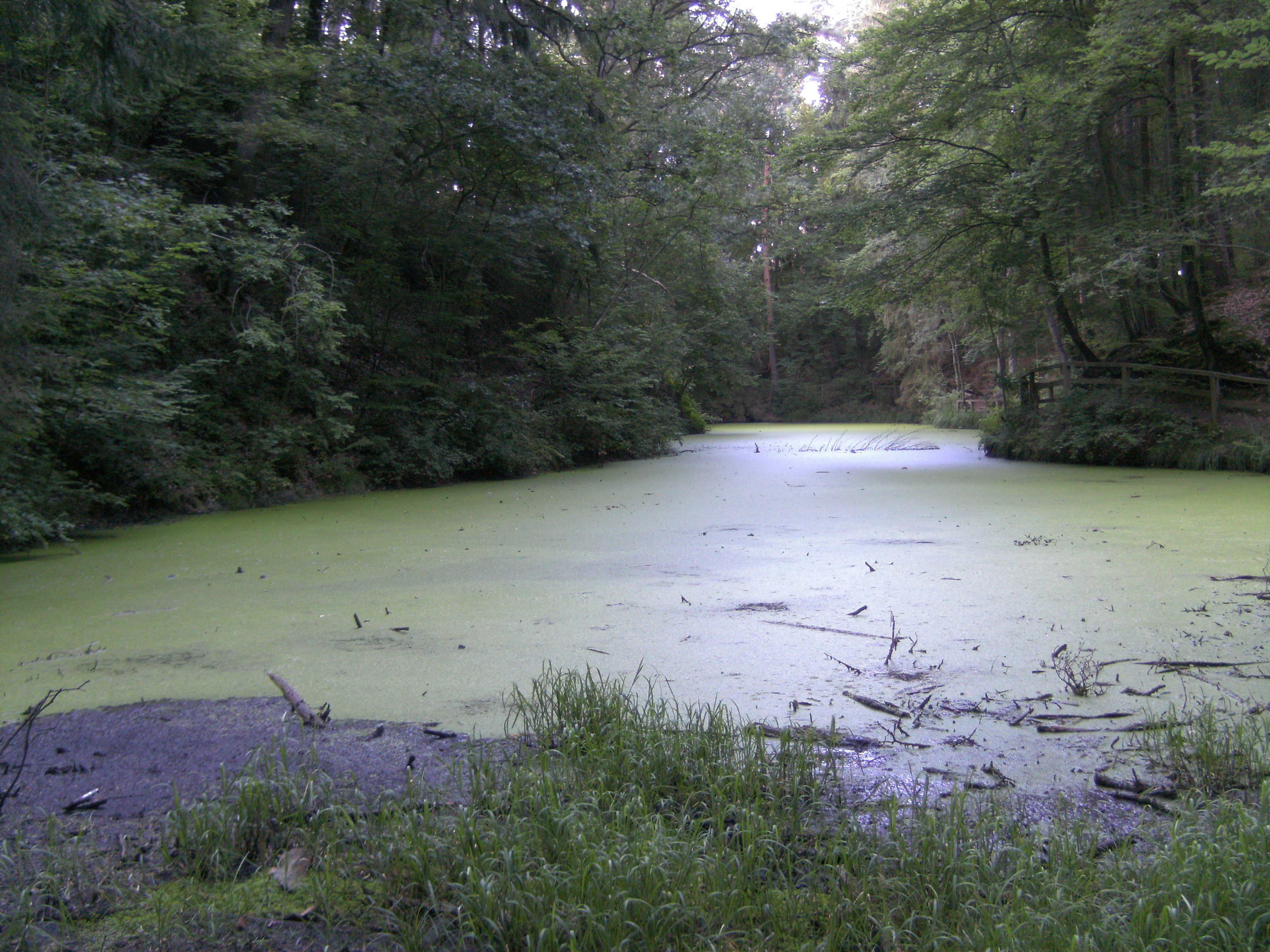

梅爾亨湖（德語：Märchensee），是德國的湖泊，位於該國西南部，由巴登-符騰堡州負責管轄，處於內卡河畔羅滕堡，長0.7公里、寬0.3公里，面積0.12平方公里，海拔高度475米。